# Lijst van schilderijen in het Rijksmuseum Amsterdam/Un-Uz
Lijst van schilderijen in het Rijksmuseum Amsterdam met werken van schilders van wie de achternaam begint met de letters Un t/m Uz. Vermeldingen in het grijs geven aan dat het werk geen deel meer uitmaakt van de collectie van het Rijksmuseum, bijvoorbeeld omdat het in bruikleen gegeven is aan een andere instelling of omdat het teruggegeven is aan de bruikleengever.
| Inventarisnummer | Toeschrijving       | Titel                                                     | Datering  | Afbeelding |
| ---------------- | ------------------- | --------------------------------------------------------- | --------- | ---------- |
| SK-A-2293        | Harmanus Uppink     | Stilleven met bloemen                                     | 1789      |            |
| SK-A-3056        | Willem Uppink       | Portret van een schilder, vermoedelijk Harmanus Uppink    | 1785-1791 |            |
| SK-A-3055        | Willem Uppink       | Portret van een schilder, vermoedelijk de kunstenaar zelf | 1788      |            |
| SK-A-3057        | Willem Uppink       | Portret van een vrouw                                     | 1833      |            |
| SK-C-301         | Adriaen van Utrecht | Pronkstilleven                                            | 1644      |            |